# Crulic - Drumul spre dincolo
Crulic - Drumul spre dincolo este un film românesc din 2011 regizat de Anca Damian.
Este primul film din „Trilogia morții (și a vieții)”, urmat de Muntele magic (2015).

## Distribuție
Distribuția filmului este alcătuită din:
- Jamie Sives – Povestitorul
- Vlad Ivanov – voce Crulic
- Sandrine Bonnaire – voce